# Dromesnil
Dromesnil település Franciaországban, Somme megyében. Lakosainak száma 83 fő (2022. január 1.). Dromesnil Avesnes-Chaussoy, Belloy-Saint-Léonard, Hornoy-le-Bourg, Lafresguimont-Saint-Martin és Villers-Campsart községekkel határos.

## Népesség
A település népességének változása:
| Lakosok száma | 103  | 105  | 101  | 94   | 88   | 87   | 86   | 85   | 83   |
|               | 2013 | 2015 | 2016 | 2017 | 2018 | 2019 | 2020 | 2021 | 2022 |